# مفصليات الأرجل الحقيقية
مفصليات الأرجل الحقيقية (الاسم العلمي:Euarthropoda ) هي شعيبة من الحيوانات تتبع شعبة مفصليات الأرجل.

## التصنيف
- كلابيات القرون
  - العنكبيات
    - قراديات الشكل